# Ctenus ramosi
Ctenus ramosi is een spinnensoort in de taxonomische indeling van de kamspinnen (Ctenidae).
Het dier behoort tot het geslacht Ctenus. De wetenschappelijke naam van de soort werd voor het eerst geldig gepubliceerd in 2002 door Alayón.